# Florentina Mosora
Florentina Mosora, sau Florentina Ioana Mosora, (n. 7 ianuarie 1940, Cluj, România – d. 2 februarie 1996, Liège, Valonia, Belgia) a fost o biofiziciană și actriță de cinema din România.

## Activități științifice
Biofiziciană (licențiată în fizică, specialitatea biofizică), lector la Facultatea de Biologie a Universității București din anul 1972, specialistă în biofizică medicală, doctor în științe (neurofiziologie biofizică) de origine română, ulterior devenită specialistă și în oceanografie.
Inițial, în anii 1965-1970, a lucrat ca asistentă a profesorului Vasile V. Vasilescu, neurofiziolog biofizician, la Laboratorul de Biofizică al Facultății de Medicină din București (IMFB), unde a obținut doctoratul cu numitul profesor, ca șef de doctorat în neurofiziologie biofizică. Denumirea tezei fiind Aspecte biofizice ale problemei apei și ionilor de clor în apă. A predat în laborator pe teme legate de propagarea impulsului nervos și de asemenea a predat cursuri de rezonanță, atît de RES cît și de RMN, cu aplicații în biofizică, pentru studenții de la secția de biofizică.
A devenit șefă de catedră (oceanografie) în 1990 la Universitatea din Liège, în Belgia.

### Premii
Premiul Agathon De Potter al Academiei Regale a Belgiei „pentru contribuții la analize diagnostice medicale ne-invazive prin spectrometrie de masă cu carbon-13” ale zahărului în sînge și pentru studiul și tratamentul diabetului zaharat.

### Publicații științifice
- Marcel Lacroix, Florentina Mosora, Micheline Pontus, Pierre Lefebvre, Alfred Luyckx și Gabriel Lopez-Habib: Glucose Naturally Labeled with Carbon-13: Use for Metabolic Studies in Man, Science, Vol. 181, Nr. 4098, 1973, pp. 445-446.
- Lefebvre P, Mosora F, Lacroix M, Luyckx A, Lopez-Habib 0 și Duchesne J: Naturally labeled 13-C glucose: metabolic studies in human diabetes and obesity, Diabetes, l975, 24, 185-9.
- Mosora F, Lefebvre P, Pirnay F, Lacroix M, Luyckx A și Duchesne J: Quantitative evaluation of the oxidation of an exogenous glucose load using naturally labelled 13C-glucose, Metabolism, 1976, 25, 1575-82.
- Ebiner JR, Acheson KJ, Doerner A și Mosora F: Comparison of carbohydrate utilization in man using indirect calorimetry and mass spectrometry after an oral load of 100 g naturally labelled 13-C glucose, Br J Nutr, l979, 41, 419-29.
- Mosora F, Lacroix M și Luyckx A: Glucose oxidation in relation to the size of the oral glucose loading dose, Metabolism, 1981, 30:1, 143-9.
- Charles Baquey (autor), Florentina Mosora (editor), Colin G. Caro (editor), Egon Krause (editor) și Holger Schmid-Schönbein (editor): Biochemical Transport Processes: Workshop Proceedings (NATO Science Series A: Life Sciences), Springer, 1991.
- Jandrain BJ, Pallikaris N, Normand S, Pirnay F, Lacroix M, Mosora F, Pachiaudi C, Gautier JF, Scheen AJ, Riou JP și Lefebvre PJ: Fructose utilization during exercise in men: rapid conversion of ingested fructose to circulating glucose, J Appl Physiol, 1993, 74, 2146–2154.

## Stea de cinema în tinerețe
În anii 1960 a avut și activitate ca actriță de cinema, interpretând roluri în filme românești (Băieții noștri, Post restant, Sub cupola albastră, Dragoste la zero grade) cu Iurie Darie. Regizoarea Cleopatra Lorințiu a realizat în memoria ei filmul documentar Jarul memoriei (1996).

## Filmografie
- Băieții noștri (1960) – — Irina Ionescu, sora fotbalistului Mircea Popa, repartizată ca profesoară de educație fizică la școala combinatului
- Post restant (1962) – Liliana Serafim, expeditoarea scrisorii
- Sub cupola albastră (1962)[19]
- Dragoste la zero grade (1964) – Oana, fostă strungăriță, studentă la Politehnică